# Bulbophyllum spathipetalum
Bulbophyllum spathipetalum är en orkidéart som beskrevs av Johannes Jacobus Smith. Bulbophyllum spathipetalum ingår i släktet Bulbophyllum och familjen orkidéer. Inga underarter finns listade i Catalogue of Life.